# Minha Vida de Menina
Minha Vida de Menina (ISBN 8571647682) é um livro em forma de diário escrito pela brasileira Helena Morley, publicado pela primeira vez em 1942.
Tendo como pano de fundo um Brasil que acaba de abolir a escravidão e proclamar a República, Morley começa a escrever o seu diário, que nos revela seu universo e um país que adolesce com a menina. É nesse diário que Helena debocha e desmascara as pretensas virtudes alheias. Adolescente de ascendência inglesa, Helena vive na remota cidade de Diamantina em Minas Gerais, símbolo da era da mineração agora em franca decadência. Em um momento crítico de sua vida, ela briga para estabelecer sua liberdade e individualidade. Procurando com sofreguidão não perder uma infantil alegria de viver e reinventando o mundo à sua maneira.
Em 2004 foi lançado o filme Vida de Menina, dirigido por Helena Solberg e com roteiro baseado no livro de Helena Morley.